# Jimmy Robson
James „Jimmy“ Robson (ur. 23 stycznia 1939 w Pelton, zm. 14 grudnia 2021) – angielski piłkarz, występujący na pozycji cofniętego napastnika.

## Kariera piłkarska
Robson urodził się w niedużej miejscowości Pelton, w północnej Anglii. Seniorską karierę rozpoczął w Burnley, z którym zdobył tytuł mistrza Anglii w sezonie 1959/1960. 
Jest zdobywcą setnego gola w rozgrywkach FA Cup, strzelił go w finałowym meczu przeciwko Tottenhamowi Hotspur (Burnley przegrało 1:3) oraz pierwszym w historii rezerwowym Blackpool, który po wejściu na boisko zdobył bramkę.
Na starość zachorował na Alzheimera, zmarł 14 grudnia 2021, w wieku 82 lat.

## Sukcesy

### Klubowe
Burnley FC
- Mistrzostwo Anglii: 1959/1960